# Tháng 11 "Chay Tịnh"

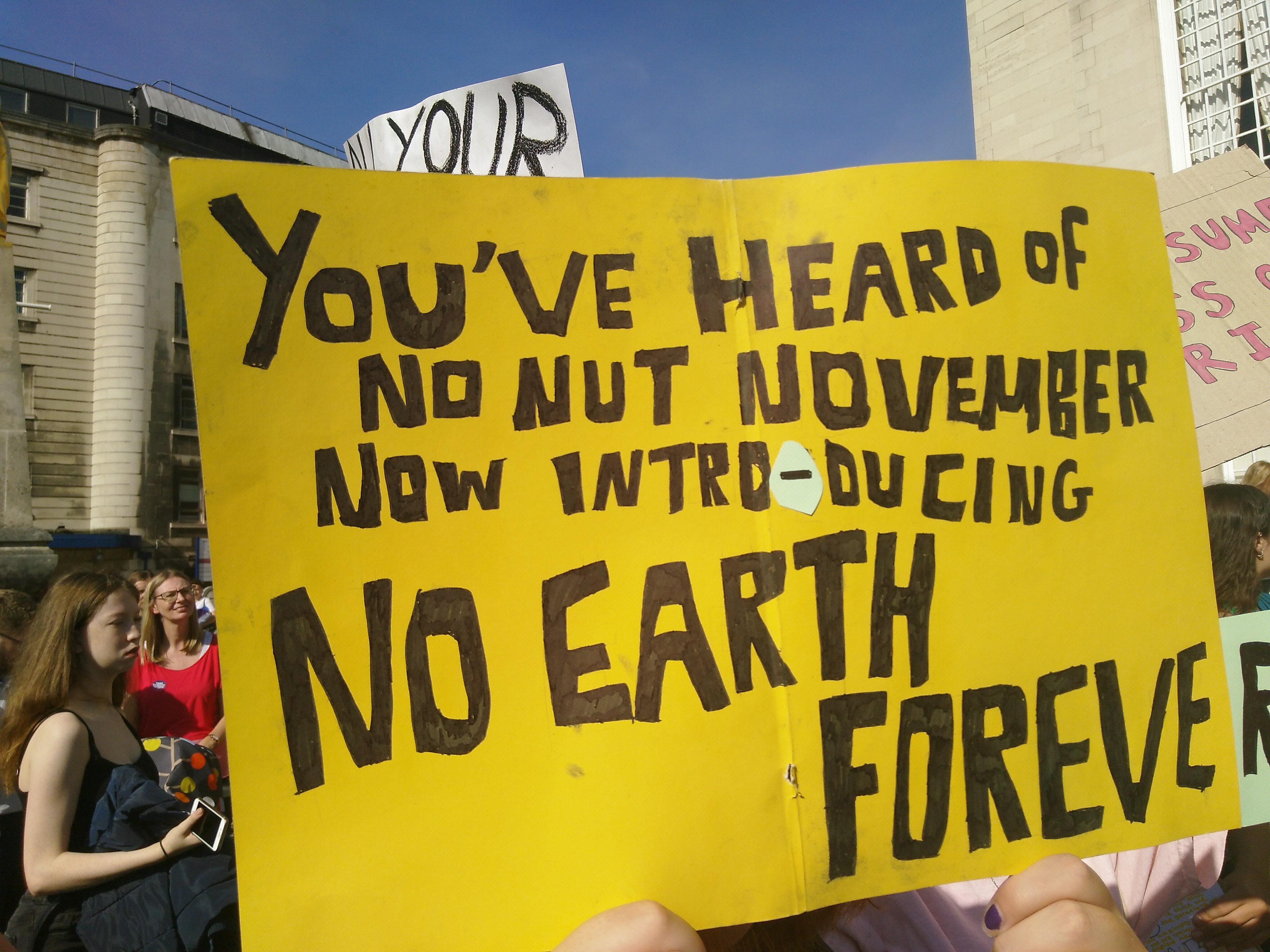
Những người biểu tình phản đối biến đổi khí hậu trong sự kiện No Nut November.

Tháng 11 "Chay tịnh" (tên tiếng Anh: "No Nut November" hay còn được viết tắt là "NNN") là một thử thách trên internet xoay quanh vấn đề kiêng cử, trong đó những người tham gia sẽ kiêng thủ dâm hoặc đạt cực khoái và xuất tinh trong tháng 11. Mặc dù “No Nut November” ban đầu được tạo ra nhằm mục đích châm biếm, một số người tham gia khẳng định rằng việc kiêng xuất tinh và tránh xem nội dung khiêu dâm không có lợi cho sức khỏe. Theo Urban Dictionary, vào ngày 3 tháng 11 năm 2011, trên một trang mạng xã hội dành cho game thủ, có một anh chàng với biệt danh là "bicboi6969696969", đã phát động một thử thách mang tên “No Nut November” để kêu gọi mọi người không thủ dâm trong tháng 11. Nó gắn kết với cộng đồng NoFap trên Reddit, một cộng đồng khuyến khích các thành viên của mình không thủ dâm. Sự kiện bắt đầu nổi tiếng vào năm 2017, cộng đồng Reddit "r/NoNutNovember" đã tăng từ 16.500 người theo dõi vào tháng 11 năm 2018 lên 52.000 người theo dõi vào tháng 11 năm 2019.
Sau khi một số người nổi tiếng khởi xướng, chẳng hạn như Paul Joseph Watson thúc đẩy chiến dịch, EJ Dickson của Rolling Stone đã nói phong trào đã được cực hữu đồng tình.

## Luật và cách thức thực hiện
Nói chung, khi tham gia thử thách, người chơi sẽ không được thủ dâm hay xuất tinh trong vòng một tháng và không được xem các nội dung, phương tiện khiêu dâm hay kích dục. Nếu vượt qua tháng 11 mà không làm những điều trên, người tham gia sẽ được vinh danh bởi chính bản thân mình.
- Không chỉ ngừng thủ dâm, những người tham gia còn không được quan hệ tình dục trong suốt tháng để công bằng cho những người sống độc thân và các cặp đôi.[5]
- Không được xem phim đen, không được xuất tinh.[4]
- Được mộng tinh vì nó là phản ứng không tự chủ của cơ thể.[5]

## Phản đối
Trào lưu "No Nut November" từng dính phản đối tiêu cực, đa phần là về vấn đề sinh lí và đạo đức mặc dù đây chỉ là thử thách và không bắt buộc phải tham gia. Vice Media đã chỉ trích thử thách này vào năm 2018 sau khi những người theo dõi gửi lời đe dọa đến tài khoản Twitter của xHamsters.